# Kastrullkonsert
| Kastrullkonsert |
| --- |
| Kastrullkonsert i Argentina. - Betydelse – protestyttring med skramlande husgeråd - Bakgrund – 1800-talets Frankrike - Spridning – bland annat Latinamerika och Sydeuropa |

Kastrullkonsert eller kastrullprotest(er) är en form av protestyttring. Den utförs via skrammel och slag med grytor, grytlock, kastruller och liknande husgeråd. Detta sker antingen från balkonger eller i en gatudemonstration, samordnat med andra i en protest mot politiska beslut. Protestformen är vanlig bland annat i Latinamerika. I vissa sammanhang kan kastrullkonserter arrangeras även som bevis på uppskattning. 

## Historia och användning
Detta demonstrerande är ett väl spritt fenomen i Latinamerika, där den bland annat kommit till användning under olika militärdiktaturer och som protest utanför utländska beskickningar. Den har även återkommande hörts i flera sydeuropeiska länder.

### I Europa (exempel)
- Frankrike – av motståndare till Julimonarkin; under Algerietrevolten
- Island – gatuprotester med kastrullkonserter, under finanskrisen på Island 2008[3]
- Spanien – av motståndare till Operation Anubis och kung Felipes roll i det hela[4] (Katalonien, 2017)
- Sverige – av restaurangbranschen i protest mot regeringens stödhantering under Coronaviruspandemin 2019–2021[5]

### I Latinamerika (exempel)

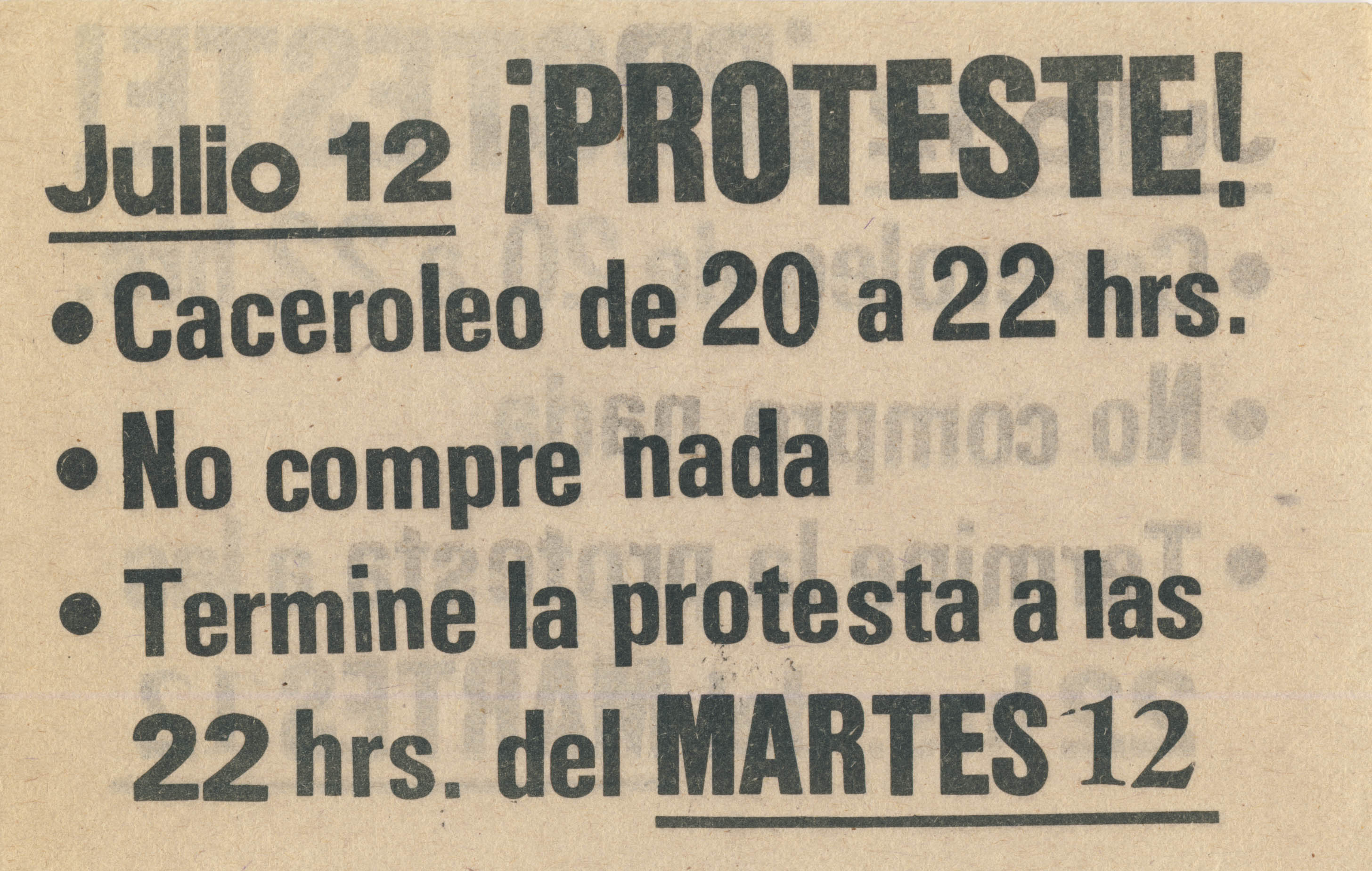
Flygblad som kallar till kastrullkonsert i Chile 1983.

- Argentina – under 2001 års ekonomiska kris[6]
- Chile – 1971–73 i protest mot den dåliga ekonomin under Salvador Allende;[7] under 1980-talet mot Augusto Pinochets ekonomiska politik
- Uruguay – 1983, mot den sittande militärregimen[8]
- Venezuela – i samband med 2013 års presidentval

2012 genomfördes kastrullkonserter under studentprotesterna i Québec. En liknande "oväsenbarrikad" kom till användning kvällen före 1978 års filippinska parlamentsval (under Ferdinand Marcos militärstyre).
Kastrullkonserter kan jämföras med visselkonserter under fotbollsmatcher. Båda är fredliga men hörbara protester, med hjälp av "verktyg" som finns lätt till hands.

### Som uppskattning
Kastrullkonserter kan även användas som bevis på uppskattning. I samband med utegångsförbudet i Spanien under 2020 års coronaviruspandemi skedde detta (från folks balkonger i bland annat Barcelona och Madrid) för att visa uppskattning för den hårt arbetande sjukhuspersonalen. Vid samma tid arrangerades även kastrullkonserter för att visa missnöje med både den spanska kungafamiljens och den spanska regeringens agerande i samband med pandemin. Allmänna applåder från balkonger, som hyllning av sjukhuspersonalen, har skett i bland annat Sverige.

## Olika ord
På romanska språk finns ett antal olika benämningar för kastrullkonsert. Dessa inkluderar cassolada (katalanska), cacerolazo, caceroleo och cacerolada (spanska), panelaço (portugisiska) och casserolade (franska).